# Stachys spinulosa
Stachys spinulosa là một loài thực vật có hoa trong họ Hoa môi. Loài này được Sm. miêu tả khoa học đầu tiên năm 1809.